# 이예준 (컬링 선수)
이예준(1991년 7월 22일~)은 대한민국의 컬링 선수이다.